# Eriocaulon dictyophyllum
Eriocaulon dictyophyllum é uma espécie de gramídea, que foi descrita pela primeira vez por Friedrich August Körnicke. Eriocaulon dictyophyllum pertence ao gênero Eriocaulon e à família Eriocaulaceae.
É encontrada na América do Sul, mais especificamente, na Bolívia e nas regiões sul, sudeste e centro-oeste do Brasil.